# آنو رانی
آنو رانی (انگلیسی: Annu Rani؛ زادهٔ ۲۸ اوت ۱۹۹۲) پرتاب‌گر نیزه اهل هند است.